# Chris Evert
Christine Marie "Chris" (eller "Chrissie") Evert, tidigare gift Lloyd, Mill och Norman, född 21 december 1954 i Fort Lauderdale i Florida, är en amerikansk tennisspelare. Hon tillhörde under andra halvan av 1970-talet och första halvan av 1980-talet den yttersta världseliten i damtennis. Hon rankades som nummer ett 1975–1977 och 1980–1981, totalt 262 veckor, vilket i statistiken innebär en tredjeplats efter Steffi Graf (377 veckor) och Martina Navratilova (331 veckor). Hon upptogs 1995 i International Tennis Hall of Fame.

## Tenniskarriären
Chris Evert blev professionell spelare 1973. Hon vann 1974–86 18 singeltitlar i Grand Slam-turneringar. Detta innebär att hon under den trettonårsperioden vann minst en GS-singeltitel varje år, vilket är ett ännu gällande rekord. Framgångsrikast var hon på långsamma underlag, hon vann sju titlar i Franska öppna och sex i US Open. Wimbledonmästerskapen vann hon vid tre och Australiska öppna vid två tillfällen. Dessutom vann hon tre GS-titlar i dubbel. Mellan 1974 och 1982 vann hon singeltiteln i Italienska öppna mästerskapen fem gånger. Säsongen 1974 vann hon 55 matcher i följd i olika turneringar. 
Chris Evert deltog flera år framgångsrikt i det amerikanska Wightman Cup-laget. År 1973 tog hon hem cupen tillsammans med sin yngre tennisspelande syster, Jeanne Evert. Hon spelade också under en lång period synnerligen framgångsrikt i det amerikanska Federation Cup-laget, första gången 1976 och sista gången 1989. Under den perioden vann USA cupen nio gånger och Chris Evert spelade en betydande roll för dessa segrar. I finalen 1989 deltog hon i fem matcher och vann alla.
Chris Evert hade flera rivaler under sina formstarkaste år, mot vilka hon noterade segrar men också förluster. Bland hennes främsta rivaler märks Evonne Goolagong Cawley som hon besegrade i finalen i US Open 1976. Totalt vann hon 21 av deras 33 inbördes möten. Hennes allra främsta rival var dock Martina Navratilova, som kom att avlösa henne som världsetta. Chris Evert lyckades bara vinna 37 av de totalt 80 gånger hon mötte Navratilova. Två av sina största segrar vann hon dock mot just Navratilova, det var hennes två allra sista GS-segrar, 1985 och 1986 i Franska öppna.

## Spelaren och personen
Chris Evert tränades av sin far, Jimmy Evert, som själv var professionell tennisspelare av tämligen god klass. Han var bekymrad över Chrissies något okonventionella grundslag, särskilt över hennes backhand. Den hade hon sedan barnaåren övat in med dubbelfattning för att orka slå igenom slaget, och hon ville senare som tonåring inte sluta med den racketfattningen. I takt med dotterns framgångar på tennisbanan minskade faderns oro. Redan som 15-åring besegrade hon i mindre turneringar världsstjärnorna Margaret Smith Court och Billie Jean King.
Chris Evert var en mycket skicklig baslinjespelare som trivdes bäst på grusunderlag, där hon fick valuta för sina säkra och kraftfulla grundslag och välplacerade passeringar. Hon hade också förmåga att överraska motståndaren med väl maskerade stoppbollar. Hennes volleyspel tillhörde inte de bästa. Hennes spelstil var aldrig publikfriande. Hon uppfattades ofta som en monoton och tråkig "segermaskin" och hon kallades ofta "Little Ice Maiden". Publiken hade inte sällan hennes motståndare som favorit.
Chris Evert avslutade sin aktiva tenniskarriär efter US Open 1989.
Hon var under 1990-talets början rådgivare i idrottsfrågor åt president George Bush senior. Hon är engagerad i antidrog-kampanjer i Florida och arrangerar välgörenhetsgalor med kända tennisspelare. 
Under en kortare period 1974 var hon förlovad med tennisspelaren Jimmy Connors. Hon var under nio år gift med tennisspelaren John Lloyd (1979–1987), sedan med skidåkaren Andy Mill med vilken hon har tre söner.
År 2004 blev hon utsedd till "årets mamma" i Florida. 
Den 28 juni 2008 gifte hon sig med australiske förre stjärngolfaren Greg Norman. De skilde sig i december 2009.
Av amerikanska journalister har hon utsetts till en av de 50 bästa idrottsmännen under 1900-talet.
Evert diagnostiserades med äggstockscancer i december 2021.

## Chris EvertsGrand Slam-finaler, singel (34)

### Titlar (18)
År Mästerskap Finalmotståndare Setsiffror
- 1974     Franska öppna Olga Morozova              6-1, 6-2
- 1974     Wimbledon               Olga Morozova              6-0, 6-4
- 1975     Franska öppna           Martina Navratilova        2-6, 6-2, 6-1
- 1975     US Open Evonne Goolagong           5-7, 6-4, 6-2
- 1976     Wimbledon Evonne Goolagong           6-3, 4-6, 8-6
- 1976     US Open Evonne Goolagong           6-3, 6-0
- 1977     US Open                 Wendy Turnbull             7-6, 6-2
- 1978     US Open                 Pam Shriver                7-5, 6-4
- 1979     Franska öppna Wendy Turnbull             6-2, 6-0
- 1980     Franska öppna           Virginia Ruzici            6-0, 6-3
- 1980     US Open                 Hana Mandlikova            5-7, 6-1, 6-1
- 1981     Wimbledon Hana Mandlikova            6-2, 6-2
- 1982     Australiska öppna       Martina Navratilova        6-3, 2-6, 6-3
- 1982     US Open Hana Mandlikova            6-3, 6-1
- 1983     Franska öppna           Mima Jausovec              6-1, 6-2
- 1984     Australiska öppna       Helena Sukova              6-7, 6-1, 6-3
- 1985     Franska öppna Martina Navratilova        6-3, 6-7, 7-5
- 1986     Franska öppna Martina Navratilova        2-6, 6-3, 6-3

### Finalförluster (16)
År Mästerskap Finalmotståndare Setsiffror
- 1973     Franska öppna           Margaret Smith Court       6-7, 7-6, 6-4
- 1973     Wimbledon               Billie Jean King           6-0, 7-5
- 1974     Australiska öppna Evonne Goolagong           7-6, 4-6, 6-0
- 1978     Wimbledon Martina Navratilova        2-6, 6-4, 7-5
- 1979     Wimbledon Martina Navratilova        6-4, 6-4
- 1979     US Open                 Tracy Austin               6-4, 6-3
- 1980     Wimbledon Evonne Goolagong           6-1, 7-6
- 1981     Australiska öppna Martina Navratilova        6-7, 6-4, 7-5
- 1982     Wimbledon Martina Navratilova        6-1, 3-6, 6-2
- 1983     US Open Martina Navratilova        6-1, 6-3
- 1984     Franska öppna Martina Navratilova        6-3, 6-1
- 1984     Wimbledon Martina Navratilova        7-6, 6-2
- 1984     US Open Martina Navratilova        4-6, 6-4, 6-4
- 1985     Australiska öppna Martina Navratilova        6-2, 4-6, 6-2
- 1985     Wimbledon Martina Navratilova        4-6, 6-3, 6-2
- 1988     Australiska öppna       Steffi Graf                6-1, 7-6

## ÖvrigaGrand Slam-titlar
- Franska öppna
  - Dubbel - 1974, 1975
- Wimbledonmästerskapen
  - Dubbel - 1976